# Plectorhinchus sordidus
Plectorhinchus sordidus és una espècie de peix de la família dels hemúlids i de l'ordre dels perciformes.

## Morfologia
Els mascles poden assolir els 60 cm de longitud total.

## Distribució geogràfica
Es troba des del Mar Roig fins a Transkei (Sud-àfrica), les Seychelles i Maurici.